# Hartford (Illinois)
Hartford, formalment Village of Hartford, és un village al comtat de Madison a l'estat d'Illinois. Segons el cens del 2000 tenia 1.545 habitants, 650 habitatges, i 434 famílies. La densitat de població era de 153 habitants/km².